# 세스 길리엄
세스 길리엄(Seth Gilliam, 1968년 11월 5일 ~ )은 미국의 배우이다.

## 출연 작품
- 체인지 인 디 에어 (2018)
- 실버 레이크 (2018)
- 다이앤 드레이어 프로젝트(가제) (2016)
- 워킹데드 6 (2015)
- 들어는 봤니? 모건 부부 (2009)
- 그레이트 뉴 원더풀 (2005)
- 더 와이어 시즌1 (2002)
- 퍼스널 벨로시티 (2002)
- 펑크스 (2000)
- 오즈 (1997)
- 스타쉽 트루퍼스 (1997)
- 커리지 언더 파이어 (1996)
- 대통령의 연인들 (1995)
- 웨스트 포인트의 차별 (1994)
- 조이 브레커 (1993)
- 맥가이버의 사랑과 욕망 (1992)
- 법과 질서 (1990)
- 코스비 가족 (1984)